# Терзис, Пасхалис
Пасха́лис Терзи́с (греч. Πασχάλης Τερζής, 24 апреля 1949, Салоники) — греческий исполнитель лаики.

## Творческая биография
Пасхалис Терзис родился в 1949 году в пригороде Салоник Пилея. В юности пел со своими друзьями, некоторые из которых помогали ему в дальнейшем. После переезда в Афины выступал как бэк-вокалист известных греческих певцов 1960-х годов, в том числе Дженни Вану, в популярных музыкальных центрах столицы.

### Сотрудничество с Христосом Николопулосом
Сольные выступления Пасхалис Терзис начал в 1972 году. В 1974 году познакомился с родосским музыкантом и композитором Григорисом Дзистудисом. Однако поворотным моментом в музыкальной карьере Терзиса стало знакомство в 1980 году с композитором Христосом Николопулосом. В сотрудничестве с ним в 1982 году вышел первый альбом певца под названием «Λέω», который был продан тиражом более полумиллиона экземпляров.
Успех пластинки стал отправной точкой для дальнейшего тесного сотрудничества музыкантов и дружбы на долгие годы. Кроме того, Пасхалиса Терзиса стали приглашать выступать в клубах «бузукиа» (где исполняют современные и народные греческие песни) в центре Салоник. В том же 1982 году Пасхалис Терзис принял участие в записи платвикы «Παίξε Χρήστο επειγόντως» совместно с Элени Витали, Йоргосом Саррисом и Димитрисом Контолазосом. Они исполняли песни на музыку Христоса Николопулоса и лирику Манолиса Расулиса.
В 1983 году вышла вторая пластинка Терзиса под названием «Μίλα μου στον ενικό». Музыку написал Христос Николопулос, а тексты песен — Лефтерисом Хапсиадисом и Христофоросом Балабанидисом. Тогда же была записана «Όλοι δικοί μας είμαστε» (музыка Христоса Николопулоса, лирика Манолиса Расулиса) совместно с Никосом Папазоглу, Димитрисом Контояннисом и Надей Караянни. В 1986 году вышел альбом под названием «Εθνική Θεσσαλονίκης» с композициями Теодоросом Дервениотисом, Христосом Николопулосом и Лефтерисом Хапсиадисом. В 1988 году Терзис сотрудничал с Такисом Мусафирисом, в результате появился новый альбом «Καινούργια χρώματα» с восемью новыми композициями.

### Сотрудничество с ΕΜΙ — настоящее время
Каждый из последующих альбомов Паслахиса Терзиса становился платиновым. В 1997 году в сотрудничестве с Яннисом Каралисом, Йоргосом Теофанусом и Эви Друца вышел альбом «Παλιόκαιρος», продажи которого превзошли все ожидания — альбом стал дважды платиновым в Греции и на Кипре. В 1998 году состоялся релиз альбома «Ο δικός μου ο δρόμος», он стал золотым в первый же день продаж. В 1999 году состоялся сольный концерт певца в лондонском Альберт-холле. В том же году выпущен альбом «Δεν με κατάλαβες ποτέ» в сотрудничестве с Дионисисом Цакнисом, Лакисом Лазопулосом, Стелиосом Роккосом, Эви Друца, Йоргосом Кафедзопулосом, Константиносом Пандзисом, Никосом Ваксеванелисом.
В 2001 году Пасхалис Терзис заключил контракт с лейблом EMI, поэтому он мог теперь создавать собственные интерпретации всенародно любимых песен Мариоса Токаса, права на которые принадлежали этой компании. В том же году вышел альбом «Θέλω να πω», который в первый день продаж стал платиновым. Зимой 2002—2003 гг. Пасхалис Терзис выступал в «Ιερά Οδού» наряду с Димитрисом Митропаносом и Димитрисом Басисом. Каждый вечер их концерт собирал 2500 тысяч зрителей.
Весной 2004 года вышел альбом «Στα υπόγεια είναι η θέα» на музыку и слова Георгиоса Теофануса. Вскоре после релиза альбом стал платиновым. Однако его отличает и то, что пять его песен — «Έχω μια αγάπη», «Δεδομένο», «Στα υπόγεια έιναι η θέα», «Δε μιλάμε» и «Φθινοπώριασε» — получили огромную популярность и теперь перепеваются многими другими греческими исполнителями. Зимой 2002—2003 Терзис делал совместную программу совместно с Михалисом Хадзияннисом.
В апреле 2006 года вышел альбом «Είναι κάποιες αγάπες», с которого началось сотрудничество с Христосом Дантисом, Стаматисом Гонидисом и Кириакосом Пападопулосом. С Еленой Папаризу Терзис создал совместную программу для «Ιερά Οδού». Впоследствии были альбомы Η διαφορά (2007), Μια νύχτα ζόρικη (2008) — все они становились золотыми в первый день релиза, а вскоре и платиновыми. В эти годы Пасхалис Терзис много сотрудничал с молодыми греческими певцами — Михалисом Хадзияннисом, Еленой Папаризу, Наташей Феодориду, Пегги Зиной и другими.
В 2011 году вышел альбом Δυό Νύχτες Μόνο, в который вошли 16 композиций, записанных совместно со многими мастерами лаики. Четыре песни («Αν ξαναζητούσες τη καρδιά μου», «Δυο νύχτες μόνο», «Φεύγει η νύχτα», «Του Στέλιου η μπαλάντα») были написаны для Терзиса Антонисом Вардисом, ещё три песни («Κοκτέιλ από δάκρυα», «Δεν έχει η κόλαση φωτιές», «Οι πλούσιοι της γης») — Никосом Карвеласом. Песня «Στο Πρωινό Τσιγάρο» — интерпретация композиции Мариоса Токаса. Среди авторов альбома были и молодые профессионалы, в частности Христос Дантис, Йоргос Сабанис и Никос Мораитис.

## Дискография
- Λέω (1982)
- Μίλα μου στον ενικό (1983)
- Εθνική Θεσσαλονίκης (1986)
- Καινούργια χρώμαρα (1988)
- Είμαι μόνος μου (1990)
- Θα 'θελα να σουν εδώ (1991)
- Μια βραδιά στη Σαλονίκη (1991)
- Μια αφιέρωση καρδιάς (1992)
- Αυτοί που δεν μιλάνε (1993)
- Μεσόγειος (1994)
- Άφησέ με μόνο (1995)
- Αυτά είναι τα τραγούδια μου (1996)
- Παλιόκαιρος (1997)
- Ο δικός μου ο δρόμος (1998)
- Δε με κατάλαβες ποτέ (1999)
- Οι μεγαλύτερες επιτυχίες Χθές, σήμερα, αύριο… (2000)
- Τα ζεϊμπέκικα του Πασχάλη (2001)
- Θέλω να πω (2001)
- Hitmix (2001)
- Τραγούδια μιας ζωής (2002)
- Φωτιά στις νύχτες (2003)
- Στα υπόγεια είναι η θέα (2004)
- Αρχιπέλαγος (2005)
- Η διαφορά (2007)
- Μια νύχτα ζόρικη (2008)
- Δυό Νύχτες Μόνο (2011)